# Kanton Moïta-Verde
Moïta-Verde is een voormalig kanton van het Franse departement Haute-Corse. Het kanton maakte deel uit van het arrondissement Corte. Het werd opgeheven bij decreet van 13 februari 2014 met uitwerking op 22 maart 2015.

## Gemeenten
Het kanton Moïta-Verde omvatte de volgende gemeenten:
- Aléria
- Ampriani
- Campi
- Canale-di-Verde
- Chiatra
- Linguizzetta
- Matra
- Moïta (hoofdplaats)
- Pianello
- Pietra-di-Verde
- Tallone
- Tox
- Zalana
- Zuani